# Sakīt
Sakīt är en ort i Indien.   Den ligger i distriktet Etah och delstaten Uttar Pradesh, i den centrala delen av landet, 200 km sydost om huvudstaden New Delhi. Sakīt ligger 173 meter över havet och antalet invånare är 7 811.
Terrängen runt Sakīt är mycket platt. Runt Sakīt är det tätbefolkat, med 659 invånare per kvadratkilometer. Det finns inga andra samhällen i närheten. Trakten runt Sakīt består till största delen av jordbruksmark.